# Уилсон, Нэнси
Нэнси Уилсон (англ. Nancy Wilson, при рождении Нэнси Ламур Уилсон, англ. Nancy Lamoureux Wilson; 16 марта 1954, Сан-Франциско, Калифорния) — американская певица, гитаристка и продюсер, которая вместе со своей старшей сестрой Энн и гитаристом Роджером Фишером составляют ядро Сиэтло-Ванкуверской рок-группы Heart.

## Биография
Нэнси Уилсон родилась в Сан-Франциско. Вместе со своими двумя старшими сестрами Линн и Энн выросла в частых переездах по Южной Калифорнии и Тайваню, перед тем как их отец, служащий на флоте США, подал в отставку и поселился вместе c семьёй в Белвью, городе-спутнике Сиэтла.
Нэнси поступила в университет Pacific, расположенный в Орегоне, и в Корнуоллский колледж искусств в Сиэтле, где она сосредоточилась на изучении искусств и немецкой литературы.
До 1974 года она давала сольные выступления, пока не покинула колледж и отправилась в Канаду, чтобы присоединиться к группе своей сестры Heart. Она и гитарист Heart Роджер Фишер, являющийся братом бойфренда Энн и менеджера группы Майка Фишера, жили некоторое время вместе.
В то время как Энн является основной вокалисткой на большинстве песен Heart, Нэнси исполняет основной вокал на таких знаковых песнях, как «Treat Me Well», «These Dreams», «Stranded», «There’s the Girl» и «Will You Be There (In the Morning)» и часто исполняет бэк-вокал. Также Нэнси является ритм и соло-гитаристом группы. В 1999 году она выпустила сольный концертный альбом Live at McCabe’s Guitar Shop. Также она выпустила альбом «Baby Guitars»; и мини-альбом, помогающий детям быстро засыпать.
27 июля 1986 года Нэнси вышла замуж за американского режиссёра и бывшего журналиста Rolling Stone Кэмерона Кроу, от которого родила двоих сыновей Уильяма Джеймса Кроу и Кёртиса Уилсона Кроу, рождённых 23 января 2000 года. 23 сентября 2010 года она подала на развод, сославшись на непримиримые разногласия с супругом. Развод завершился 8 декабря 2010 года.
Нэнси была композитором музыки для большинства фильмов Кроу, включая «Джерри Магуайер», «Почти знаменит», «Ванильное небо» и «Элизабеттаун». Она сыграла камео в фильме Кроу «Дикая Жизнь» (1984) в роли жены Дэвида и в фильме «Весёлые времена в школе Риджмонт» (1982), поставленном по сценарию Кроу, в титрах она отмечена как «красивая девушка в Корветте». В 1989 году Уилсон написала песню «All for Love» для его фильма «Скажи что-нибудь».
В 2010 году Нэнси и Энн исполнили часть песни «We Are the World 25 for Haiti», записанной различными поп-исполнителями в помощь жителям Гаити, пострадавшим после сильного землетрясения в начале года. Песня является ремейком хит-сингла 1985 года «We Are the World», написанной для благотворительного проекта, вырученные средства которого в размере $61 800 000 были направлены на закупку и доставку медикаментов, продовольствия, оказания медицинской и гуманитарной помощи голодающим в Эфиопии.
Позже, в 2010 году, сёстры Уилсон стали частью кампании «Moms Who Rock» рекомендательной системы Pandora Radio, доступной только на территории США.